# Luchthaven Dikson
Luchthaven Dikson (Russisch: Аэропорт Диксон) is een luchthaven in de kraj Krasnojarsk, Rusland. Het is gelegen op vijf kilometer van de plaats Dikson. Het vliegveld is alleen geschikt voor de kleinere vliegtuigen. Soms wordt het vliegveld ook gebruikt door vliegtuigen als de Tupolev Tu-4. Het vliegveld wordt beheerd door de gemeente Dikson. 